# Rigaer Roland

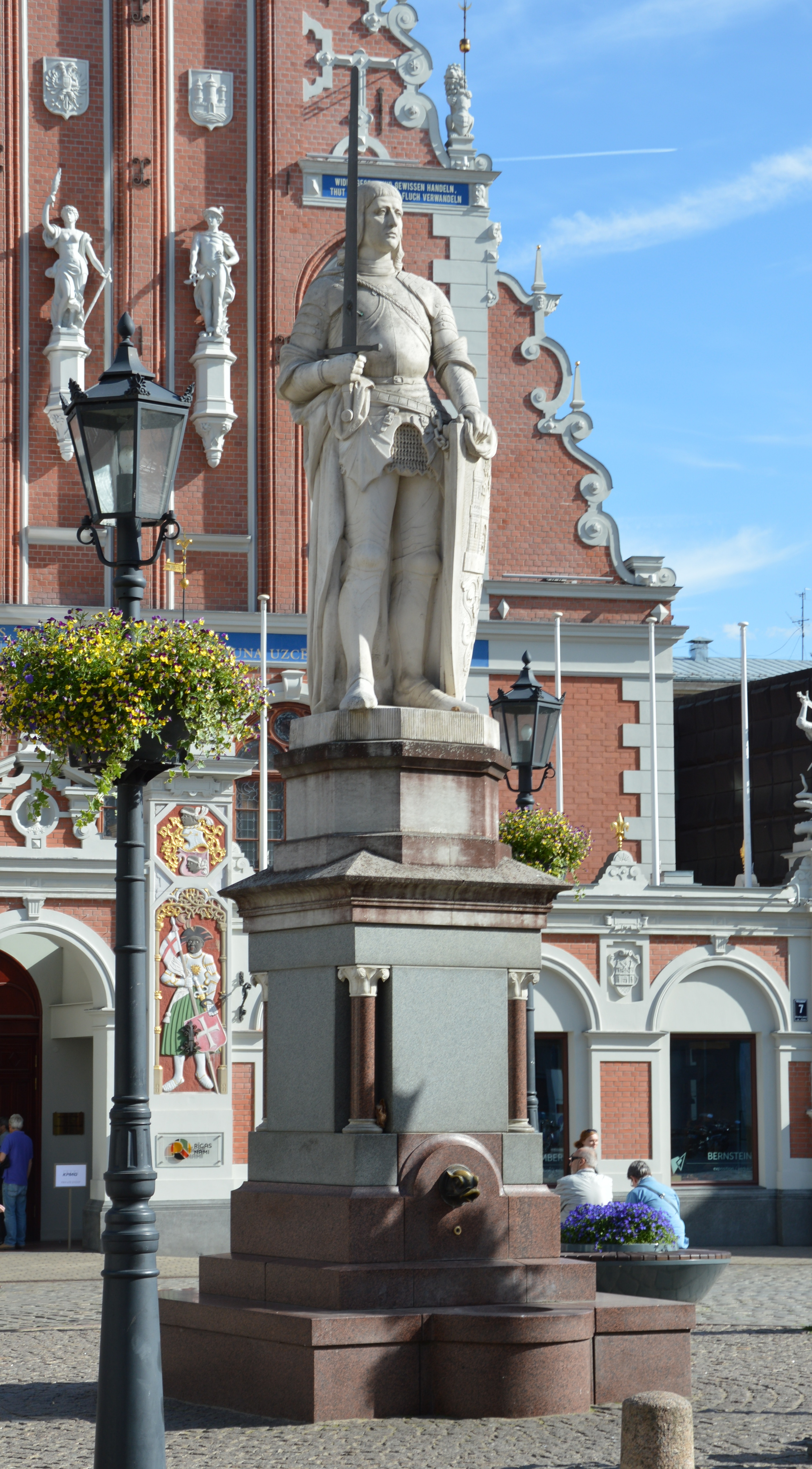
Rigaer Roland, im Hintergrund Schwarzhäupterhaus

Der Rigaer Roland ist eine Rolandstatue in der lettischen Hauptstadt Riga.
Die Rolandstatue steht an zentraler Stelle in der Rigaer Altstadt auf dem Rathausplatz (lettisch Rātslaukums) zwischen Schwarzhäupterhaus und dem Rathaus von Riga.
Schon im 14. Jahrhundert bestand in Riga eine hölzerne Rolandfigur, die jedoch nicht erhalten ist. Im Jahr 1896 wurde dann eine vom Bildhauer August Volz geschaffene neue Rolandfigur aus Sandstein aufgestellt. Die heute auf dem Rathausplatz stehende Figur ist jedoch nur eine Kopie dieser Figur. Das Original befindet sich in der Sankt-Petri-Kirche. Der Sockel, auf dem der Roland steht, ist als Brunnen gestaltet.